# لوتشيانو فونسيكا
لوتشيانو فونسيكا (بالبرتغالية: Luciano Fonseca‏) (11 مايو 1979 في البرازيل - ) هو لاعب كرة قدم برازيلي في مركز الهجوم. لعب مع سانتو أندريه وغريميو بورتو أليغرينزي ونادي أكاديميكا كويمبرا ونادي جوفنتودي ونادي غاما ونادي غوياس ونادي هانوي لكرة القدم وناسيونال ماديرا ونادي كاشياس دو سول وClube Esportivo Bento Gonçalves ‏ ونادي بوتافغو لكرة القدم وAnagennisi Karditsa ‏ وEsporte Clube São Luiz ‏ ونادي إيراكليس ونادي ساو خوسيه.

## وصلات خارجية
- لوتشيانو فونسيكا على موقع قاعدة بيانات كرة القدم.إي يو (الإنجليزية)